# Cyclophora basirubra
Cyclophora basirubra är en fjärilsart som beskrevs av Edward Alfred Cockayne 1952. Cyclophora basirubra ingår i släktet Cyclophora och familjen mätare. Inga underarter finns listade i Catalogue of Life.